# هوي مونتجومري
هوي مونتجومري (22 أغسطس 1940 - ) (بالإنجليزية: Howie Montgomery)‏ هو لاعب كرة سلة أمريكي في مركز هجوم صغير الجسم. لعب مع غولدن ستايت ووريورز.

## وصلات خارجية
- هوي مونتجومري على موقع إن بي أي (الإنجليزية)
- هوي مونتجومري على موقع سبورتس رفرنس (الإنجليزية)
- هوي مونتجومري على موقع ريلجم (الإنجليزية)
- هوي مونتجومري على موقع بروبوليرز (الإنجليزية)